# Jacob Fredrik Ljunglöf
Jacob Fredrik Ljunglöf, född 22 oktober 1796 i Sundby socken, död 21 september 1860, var en svensk tobaksfabrikör som 1826 övertog en nedgången tobaksfabrik i Stockholm. Fabriken och produktionen förbättrades och i slutet av 1820-talet var Ljunglöfs anläggning den främsta snustillverkaren i riket. 

## Biografi
Som tonåring fick Jacob Fredrik Ljunglöf arbete som "magasinsbetjent" i en tobaksfabrik vid Regeringsgatan. Petter Helin Pettersson (född 1746), som under en tid var ordförande i tobaksfabrikörssocieteten, var ägare av fabriken. Ljunglöf var prästson från Kjula och Sundby i Södermanland och hade tjänstgjort i åtta år hos tobaksfabrikören Petter Helin Pettersson, där han kom att skaffa sina första kunskaper om tobakstillverkningen, innan han anställdes som fabriksledare för Petter Lundgren Anderssons tobaksspinneri vid Drottninggatan i Stockholm. Hos Helins blev han slutligen "handelsbokhållare". Av samtida tobaksföretag i Stockholm kunde inget annat redovisa ett så högt tillverkningsvärde som Helins. Det behöll sin förstarangsplacering inom svensk tobaksindustri även sedan Petter Helin Petterson på hösten avlidit, då det övertogs av brorsonen Petter Helin Josephsson och en svåger till denne. Ljunglöf samlade erfarenheter av yttersta värde för sin framtida egenskap av tobaksfabrikant i den framgångsrika helinska firmans tjänst. Ironiskt nog var det bland annat Ljunglöfs företag som senare utkonkurrerade Helin Petterssons företag.
År 1820 anställdes Ljunglöf av ägaren av en tobaksfabrik vid Kungsbacken i Drottninggatans övre del. Ägaren var grosshandlare Petter Lundgren Andersson. Ljunglöf hade gjort sig bekant för sin skicklighet och därför var tydligen Lundgren angelägen om att knyta Ljunglöf till sin rörelse. Lundgren led av en tilltagande sjukdom och fick det allt svårare att administrera sitt företag. Lundgren hyste ett orubbligt förtroende för Ljunglöf. 1821 bestämde sig därför Lundgren att överlåta fabriken med sig själv som förlagsman. Genom köp blev Ljunglöf fabrikens innehavare och överlämnandet ägde rum på nyårsdagen 1822. Samma år, den 2 februari 1822, gifte han sig i Järfälla med Tullia Henriette Nettbladt (1797–1884) och de flyttade till Drottninggatan 81 i Adolf Fredriks församling. Alla de åtta barnen föddes under åren 1822–1835 på Drottninggatan 81 i kvarteret Vingråen 10. Familjen flyttade till fastigheten Stora Badstugatan 24 i anslutning till tobaksfabriken. I mitten av 1800-talet arrenderade de även herrgården Agnesberg, byggd 1820, i Ulriksdal i Solna. Ännu 1875 arrenderas fastigheten av änkan Henrietta Ljunglöf. Gården revs 1961. Dessutom ägde Ljunglöf egendomen Nora gård 1 och 2 inklusive kvarn och en såg i Danderyd.
Han var far till Knut Ljunglöf. Jacob Fredrik Ljunglöf är begravd på Solna kyrkogård.

## Tobaksfabrikör
Endast 25 år gammal fick Ljunglöf burskap som tobaksfabrikör endast ett par veckor senare. Han fick därmed den lagliga rättigheten att utöva sitt yrke i staden och att åtnjuta de förmåner som tillkom borgare och han fick rätt att bedriva näringsverksamhet, handel och hantverk. Därmed kom Ljunglöf år 1827 att helt överta den Lundgrenska firman mot att han överlämnade skuldebrev till ett belopp av 80.000 riksdaler med säkerhet i Ljunglöfska snusfabriken och vad till den hörde till den år 1824 avlidne Lundgrens änka.
1822 lanserades snusmärket Ljunglöfs N:o 1 (en vanlig beteckning för den högsta kvalitet en fabrik levererade), ett snus med ren tobakssmak som idag är känt som Ljunglöfs "Ettan". 1839 inledde Ljunglöf tillverkning av cigarrer och cigaretter. Övrigt sortiment var rök- och tuggtobak. 
Vid sin död var Jacob Fredrik Ljunglöf en av de rikaste i Stockholm. Behållningen i boet uppgick till 847.937 riksdaler. Till hans stora framgång som företagare har man sökt olika förklaringar. Den tekniska nymodigheten vid tillverkningen av snus, den så kallade kortsvettningsmetoden, som ledde till en snabbare snusproduktion, men med bibehållen kvalitet har man pekat på och att hans vän Berzelius skulle ha hjälpt honom med att experimentera ut metoden. Men för kravet på god kvalitet fick ingenting stå i vägen för Ljunglöf.